# Mammillaria amajacensis
Mammillaria amajacensis ist eine Pflanzenart aus der Gattung Mammillaria in der Familie der Kakteengewächse (Cactaceae). Das Artepitheton amajacensis verweist auf die Vorkommen der Art im Tal des Rio Amajac und beim Dorf Santa Maria Amajac im mexikanischen Bundesstaat Hidalgo.

## Beschreibung
Mammillaria amajacensis wächst meist einzeln mit kugeligem bis kurz zylindrischem Körper, dessen Höhe und Durchmesser jeweils zwischen 9 und 10 Zentimeter betragen können. Die dunkel blau-grünen Warzen sind konisch geformt. Die Axillen sind dicht bewollt. Die 2 bis 4 Mitteldornen sind gerade, rosagrau mit schwärzlicher Spitze und bis zu 1,5 Zentimeter lang. Randdornen fehlen vollständig.
Die rosacreme farbenen Blüten haben einen dunkleren Mittelstreifen. Die Früchte sind rot. Sie haben braune Samen.

## Verbreitung und Systematik
Mammillaria amajacensis ist in dem mexikanischen Bundesstaat Hidalgo verbreitet.
Die Erstbeschreibung erfolgte 1997 durch Christian Brachet und Michel Lacoste.

## Nachweise